# Lisa Henning
Lisa Henning (Kansas City, 6 gennaio 1992) è una pallavolista statunitense.
Gioca nel ruolo di schiacciatrice e opposto nell'Istres Ouest Provence Volley-Ball.

## Carriera
La carriera di Lisa Henning inizia nella squadra di pallavolo della Blue Springs High School. In seguito gioca nella Division I NCAA difendendo i colori della University of Missouri dal 2010 al 2013, raccogliendo anche qualche riconoscimento individuale.
Terminata la carriera universitaria inizia quella professionistica, ingaggiata per la stagione 2014 dalle Indias de Mayagüez nella Liga Superior portoricana, dove però gioca solo per poche partite prima di lasciare la squadra. Nel campionato 2014-15 gioca nella Ligue A francese con l'Istres Ouest Provence Volley-Ball.

## Palmarès

### Premi individuali
- 2011 - All-America Third Team
- 2012 - All-America Third Team
- 2013 - All-America First Team